# إقليم فارانه
إقليم فرانه هو إقليم غيني يقع في شرق وسط غينيا. يحده دول سيراليون ومالي والأقاليم الغينية كانكان ومامو ونزيريكوري ولابي .

## المحافظات
يشمل إقليم فرانه على المحافظات التالية:
- محافظة دابولا
- محافظة دينغيراي
- محافظة فرانه
- محافظة كيسيدوغو